# Louis Roppe jr.
Louis Roppe jr. (Tongeren, 27 maart 1944) is een Belgisch voormalig advocaat en politicus van de CVP.

## Levensloop
Hij is de zoon van voormalig Limburgs gouverneur Louis Roppe sr. Hij studeerde aan de Katholieke Universiteit Leuven en werd vervolgens actief als advocaat aan de Balie van Hasselt van 1968 tot 2002.
In 1983 werd hij actief als gemeenteraadslid van Hasselt en in 1985 werd hij schepen van Financiën onder burgemeesterschap van Paul Meyers. Van 1989 tot 1994 was hij burgemeester van de stad. Hij werd opgevolgd door Steve Stevaert.
Roppe is nauw betrokken bij de activiteiten van de Raad van Europa en is voorzitter van de European Association of Historic Towns and Regions (EAHTR). Tevens was hij tot 2001 voorzitter van de VVSG. In deze hoedanigheid werd hij opgevolgd door Jef Gabriels.
Zijn broer Marc Roppe is politiek actief bij de N-VA.